# Les Valls d'Aguilar
Les Valls d'Aguilar est une commune de la comarque de l'Alt Urgell dans la province de Lleida en Catalogne (Espagne).

## Géographie
C'est une commune peu peuplée située dans les Pyrénées. Le port del Cantó se trouve en limite nord sur la route N 260.